# Цона Артиђанале ди Ревине (Тревизо)
Цона Артиђанале ди Ревине је насеље у Италији у округу Тревизо, региону Венето.
Према процени из 2011. у насељу је живело 13 становника. Насеље се налази на надморској висини од 233 м.